# Camille Gabiat
Camille Gabiat est un homme politique français né le 16 décembre 1861 à Paris et mort le 30 septembre 1937 à Saint-Sulpice-les-Feuilles (Haute-Vienne).
Docteur en droit, maire de Saint-Sulpice-les-Feuilles, conseiller général, il est député de la Haute-Vienne de 1898 à 1902, inscrit au groupe des Républicains progressistes.

## Sources
- « Camille Gabiat », dans le Dictionnaire des parlementaires français (1889-1940), sous la direction de Jean Jolly, PUF, 1960 [détail de l’édition]